# Contea di Carteret
La contea di Carteret, in inglese Carteret County, è una contea dello Stato della Carolina del Nord, negli Stati Uniti. La popolazione al censimento del 2010 era di 66 469 abitanti. Il capoluogo di contea è Beaufort.

## Storia
La contea di Carteret fu costituita nel 1722.

## Geografia antropica

### Town
- Atlantic Beach
- Beaufort
- Bogue
- Cape Carteret
- Cedar Point
- Emerald Isle
- Indian Beach
- Morehead City
- Newport
- Peletier
- Pine Knoll Shores

### Census-designated place
- Atlantic
- Broad Creek
- Davis
- Gloucester
- Harkers Island
- Marshallberg